# Пермское книжное издательство
Пе́рмское кни́жное изда́тельство (осн. 26 августа 1939 года) — крупнейшее из издательств Пермской области, одно из ведущих издательств Пермского края.

## История
26 августа 1939 года Пермское областное книжное издательство было учреждено решением бюро Пермского обкома ВКП (б) «для издания политической, научной и художественной литературы».
С 1940 по 1957 год издательство меняло название на «Молотовское книжное издательство» (город Пермь в этот период назывался «Молотов»).
В 1951—1963 годах в издательстве работал известный журналист, краевед Б. Н. Назаровский; с 1954 по 1960 год — в качестве главного редактора. Он создал в издательстве редакцию историко-партийной и краеведческой литературы и с 1960 по 1963 гг. возглавлял её. При Б. Н. Назаровском как главном редакторе Пермского книжного издательства было поднято на высокий уровень оформление книг. Издательство стало получать дипломы, медали, награды, положительные отзывы в центральной и местной печати.
Долгое время редактором художественной литературы издательства была Н. Н. Гашева. Она была инициатором и редактором различных книжных проектов издательства: книжечек-миниатюр (в том числе «Условный знак — Пермь»); редактором и составителем «Библиотеки русской прозы», «Библиотеки сатиры», «Юношеской библиотеки»; редактором серии книг «Годы террора»; составителем и редактором сборника пословиц, собранных В. Н. Татищевым, «Слово пуще стрелы».
В начале 1990-х годов предприятие было переименовано в издательство «Пермская книга». В середине 1990-х годов оно прекратило свое существование как государственное предприятие и на его основе возникло общество с ограниченной ответственностью «Пермское книжное издательство».
26 июня 1999 года указом губернатора Пермской области И. В. Игумнова было образовано государственное областное унитарное предприятие «Пермское книжное издательство»; его директором был назначен И. Ю. Маматов. В этот период был возрожден альманах «Оляпка», изданы десятки книг отечественных и зарубежных авторов, серия книг-миниатюр «Пермский край», был открыт офис в историческом центре города (по адресу ул. Сибирская, 19). В должности директора И. Маматов проработал чуть больше года — до 31 декабря 2000 года.
Авторы, с которыми сотрудничало и сотрудничает Пермское книжное издательство: Андрей Ромашов, Алексей Домнин, Лев Давыдычев, Владимир Радкевич, Лев Кузьмин, Виктор Астафьев, Владимир Воробьёв, Алексей Решетов, Алексей Иванов, Юрий Беликов, Анатолий Королёв, Иван Ёжиков, Бэла Зиф и др.
В 1980—1990 гг. показатели издательской деятельности Пермского книжного издательства были следующие:
| Статистика по объёмам производства. 1980—1990 годы | Статистика по объёмам производства. 1980—1990 годы | Статистика по объёмам производства. 1980—1990 годы | Статистика по объёмам производства. 1980—1990 годы | Статистика по объёмам производства. 1980—1990 годы | Статистика по объёмам производства. 1980—1990 годы | Статистика по объёмам производства. 1980—1990 годы |
| —                                                  | 1980                                               | 1982                                               | 1983                                               | 1984                                               | 1985                                               | 1990                                               |
| -------------------------------------------------- | -------------------------------------------------- | -------------------------------------------------- | -------------------------------------------------- | -------------------------------------------------- | -------------------------------------------------- | -------------------------------------------------- |
| Кол-во книг и брошюр, печатных единиц              | 67                                                 | 68                                                 | 73                                                 | 80                                                 | 77                                                 | 70                                                 |
| Тираж, млн экз.                                    | 1986,2                                             | 2521,3                                             | 2809,5                                             | 3457,5                                             | 3598,0                                             | 2705,5                                             |
| Печатных листов-оттисков, млн                      | 21566,7                                            | 25398,8                                            | 32887,3                                            | 40292,3                                            | 43190,3                                            | 40068,5                                            |

## Участие в книжных сериях
| Закрытые                             | Не закрытые                                  |
| ------------------------------------ | -------------------------------------------- |
| Жюль Верн (1978—1984)                | Библиотека путешествий и приключений (Пермь) |
| Майн Рид. Собрание сочинений         | Земля родная                                 |
| Поиск                                | Оляпка                                       |
| Школьная библиотека: Во тьме веков   | Сельская библиотека Нечерноземья             |
| Александр Беляев. Собрание сочинений |                                              |
| Пермский край (серия книг-миниатюр)  |                                              |

### Архив
- Гарусов А. Ярмарка дарит надежды // Местное время. Сентябрь, 2000.
- Гашева Н. Да возродится пермская книга… // Звезда. 04.12.1999.
- Добрянка — в серии «Пермский край» // Камские зори. 04.08.2000.
- Фадеева Е. Книги — наше вчера, сегодня, завтра // Местное время.15.12.1999.
- Чернова Т. Оляпка вернулась! // Вечерняя Пермь. № 52. 20.09.2000.
- Шерстневская Т. Долгожданная «Оляпка» // Вечерняя Пермь. 23.03.2000.